# سباكة بطريقة النموذج المتبخر
سباكة بطريقة النموذج المتبخر هي نوع من عملية الصب،تستخدم نموذج مصنوع من مادة تتبخر عند صب المعدن الذائب إلى تجويف قالب التشكيل.أكثر مادة شائعة في السباكة بطريقة النموذج المتبخر هي رغوة بوليستيرين.
هناك طريقتان أساسيتان في سباكة بطريقة النموذج المتبخر وهي:
- السباكة بالرغوة الضائعة
- السباكة بالقالب الممتلئ

الاختلاف الأساسي هو أن السباكة بالرغوة الضائعة تستخدم رمل غير مرتبط (بالانكليزية:unbonded sand) والسباكة بالقالب الكامل تستخدم رمل مرتبط (أو رمل أخضر).بسبب هذا الاختلاف البسيط يوجد الكثير من المصطلحات المتداخلة.المصطلحات التي وضعها غير أصحاب المهنة استخدمت لوصف هذه العمليات وتتضمن:السباكة بلا تجويف، السباكة بالرغوة المتبخرة، السباكة بالرغوة المتطايرة، السباكة بالنموذج الضائع (بالانكليزية:lost pattern casting)،القولبة بالبوليستيرين المتمدد. تتضمن مصطلحات أصحاب المهنة قالب الرغوة.

## تاريخ
وضعت أول براءة اختراع لسباكة بطريقة النموذج المتبخر في أبريل 1956،من قبل هاورلد .أف شاور (بالانكليزية: Harold F. Shroyer).وهو سجل براءة اختراع كيفية استخدام الرمل الأخضر التقليدي في سباكة المعادن.في سجل الاختراع، كان يصنع النموذج بآلة من قالب بوليستيرين متمدد، وتدعم برمل مرتبط خلال الصب.تعرف هذه العملية في هذه الأيام بعملية السباكة بالقالب الكامل.
في عام 1964،استخدم إم.سي فلمنجي (بالانكليزية:M.C. Flemmings) رمل غير مرتبط في هذه العملية.أول مصنع للسباكة في أمريكا الشمالية استخدم طريقة السباكة بالنموذج المتبخر كان مصنع روبنسون في ألكسندر سيتي، ألاباما.أول منتج من جنرال موتورز باستخدام هذه الطريقة كان رأس أسطوانة 4.3لتر، في-6 ديزل، والذي صنع في عام 1981 في ماسينا،نيويورك.
وجدت دراسة أجريت في عام 1997 أن حوالي 14000 طن من الألمنيوم تسبك بعملية السباكة بالنموذج المتبخر الولايات المتحدة الأمريكية.تنبأت نفس الدراسة بأن طريقة السباكة بالنموذج المتبخر ستعالج حوالي 29% من الألمنيوم، وحوالي 14% من حديد السباكة في الأسواق في سنة 2010.

## قائمة كتب
- American Society for Metals؛ Stefanescu، D M؛ ASM International Handbook Committee؛ ASM International Alloy Phase Diagram Committee (1991)، ASM Handbook (ط. 10th)، ASM International، ج. 15، ISBN:978-0-87170-021-6، مؤرشف من الأصل في 2019-12-07.
- Degarmo، E. Paul؛ Black، J T.؛ Kohser، Ronald A. (2003)، Materials and Processes in Manufacturing (ط. 9th)، Wiley، ISBN:0-471-65653-4.
- Totten، George E.؛ Funatani، Kiyoshi؛ Xie، Lin (2004)، Handbook of metallurgical process design (ط. illustrated)، CRC Press، ISBN:978-0-8247-4106-8، مؤرشف من الأصل في 2019-12-07.